# Karim Kamanzi
Karim Kamanzi   (Kigali, 18 de març de 1983) és un exfutbolista ruandès de la dècada de 2000.
Fou internacional amb la selecció de futbol de Ruanda. Pel que fa a clubs, destacà a KAS Eupen i RCS Visé.